# 金煥基
金 煥基（キム・ファンギ、朝鮮語: 김환기、1913年4月3日〈太陰暦: 1913年2月27日〉 - 1974年7月25日）は、大韓民国の洋画家。全羅南道新安郡の安佐島出身。
本貫は金海金氏。号は樹話（スファ、수화）。金 煥其（読み、ハングル同じ）という表記も見られる。卞東琳の夫であった。

## 生涯
日本統治時代の全羅南道新安郡に生まれた。1936年に日本大学美術学部卒業。その後吉鎮燮などと白蛮会を組織する一方、東京で個展を開いた。1946年から1949年までソウル大学校美術大学で教授を務め、新写実派展に出品した。幾度となく国展審査委員を務め、1952年に弘益大学校美術大学教授、1954年に芸術院の会員となった。1956年に渡仏しパリやニース、ブリュッセルなどで個展を開いた。1959年に帰国し、弘益大学校教授、芸術院初代会員、韓国美術協会理事長などを務めた。1963年、第7回サンパウロ・ビエンナーレに韓国代表として参加することになって渡伯し同国際展の名誉賞を受賞し、現地の現代美術館に作品が収められた。1964年以降、妻の卞東琳とともに米国に滞在し、活動中にニューヨークで61歳で死去した。